# Лејк Мохиган (Њујорк)
Лејк Мохиган (енгл. Lake Mohegan) насељено је место без административног статуса у америчкој савезној држави Њујорк.

## Демографија
По попису из 2010. године број становника је 6.010, што је 31 (0,5%) становника више него 2000. године.
| Група             | 2000.         | 2010.         |
| Белци             | 4.747 (79,4%) | 4.341 (72,2%) |
| Афроамериканци    | 412 (6,9%)    | 399 (6,6%)    |
| Азијати           | 174 (2,9%)    | 265 (4,4%)    |
| Хиспаноамериканци | 580 (9,7%)    | 972 (16,2%)   |
| Укупно            | 5.979         | 6.010         |